# Национален отбор по футбол на Мавритания
Националният отбор по футбол на Мавритания представлява страната във всички международни футболни турнири.
Най-голямата му победа е срещу Сомалия с 8:2 в Бейрут, Ливан, на 27 декември 2006 г.

## История
Първия си международен мач отборът на Мавритания играе в Сенегал, отстъпвайки на отбора на ДР Конго с резултат 6:0. Първия гол отборът вкарва през 1967 г., завършвайки наравно с Танзания – 1:1.
Отборът участва в квалификациите за летните Олимпийски игри през 1976 г. и световното първенство по футбол през 1978 г., но безуспешно. Първата си победа мавританците постигат на 12 октомври 1980 г., надигравайки Мали с 2:1.
Следващия си мач отборът на Мавритания играе след 18 години в квалификациите за световния шампионат през 1998 г. В първия кръг на мавританците за съперник се пада отборът на Буркина Фасо. Домашният мач завършва 0:0, но в реванша Мавритания губи с 2:0.